# Fred H. Brown

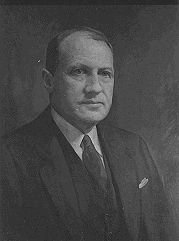
Fred H. Brown

Fred Herbert Brown (* 12. April 1879 in Ossipee, New Hampshire; † 3. Februar 1955 in Somersworth, New Hampshire) war ein US-amerikanischer Politiker (Demokratische Partei) und von 1923 bis 1925 Gouverneur von New Hampshire. Von 1933 bis 1939 vertrat er diesen Bundesstaat im US-Senat.

## Frühe Jahre
Fred Brown besuchte die öffentlichen Schulen seiner Heimat und die Dow Academy. Danach war er von 1899 bis 1900 Student am Dartmouth College, ehe er an der Boston University Jura studierte. Im Jahr 1907 wurde er als Rechtsanwalt zugelassen. Danach begann er in Somersworth in diesem Beruf zu arbeiten. Damals war er auch für kurze Zeit als Baseballspieler aktiv. Von 1910 bis 1914 war er Anwalt der Stadt Somersworth.
Im Jahr 1912 war Brown Delegierter auf einer Konferenz zur Überarbeitung der Staatsverfassung von New Hampshire; zwischen 1914 und 1922 amtierte er als Bürgermeister von Somersworth. Gleichzeitig war er von 1914 bis 1922 als Nachfolger von Charles W. Hoitt Bundesstaatsanwalt für den Distrikt von New Hampshire.

## Politische Laufbahn
Im Jahr 1922 wurde Brown mit 53:47 Prozent der Stimmen gegen den Republikaner Windsor H. Goodnow zum neuen Gouverneur seines Staates gewählt. Damit war er neben Samuel D. Felker, der von 1913 bis 1915 amtierte, der einzige Demokrat, der dieses Amt zwischen 1875 und 1963 ausübte. Er trat seine zweijährige Amtszeit am 4. Januar 1923 an. In dieser Zeit wurde die staatliche Nervenheilanstalt verbessert und die Staatsverschuldung abgebaut. Dabei profitierte er von der allgemein günstigen wirtschaftlichen Entwicklung jener Jahre. Trotzdem gelang es ihm nicht, in seinem Amt bestätigt zu werden. Daher musste er am 1. Januar 1925 sein Amt an seinen republikanischen Nachfolger John Gilbert Winant übergeben.
Nach seiner Gouverneurszeit war Brown zunächst wieder als Anwalt tätig. Zwischen 1925 und 1932 war er Beauftragter der Staatsregierung von New Hampshire für den öffentlichen Dienst (State Public Service Commissioner). Im Jahr 1932 profitierte er von dem bundesweiten Aufwind der Demokraten, die in diesem Jahr nicht nur Franklin D. Roosevelt ins Weiße Haus brachten, sondern auch viele Mandate im Kongress hinzugewannen und einige Gouverneurswahlen in verschiedenen Staaten für sich entscheiden konnten. In diesem Zusammenhang wurde Fred Brown als Nachfolger von George H. Moses als Class-3-Senator in den Kongress gewählt. Dort vertrat er seinen Staat zwischen dem 4. März 1933 und dem 3. Januar 1939. Im Jahr 1938 wurde er allerdings nicht wiedergewählt. Daher musste er seinen Sitz an Charles W. Tobey abgeben.

## Weiterer Lebenslauf
Zwischen 1939 und 1940 arbeitete Brown als Leiter des US-Rechnungshofes (Comptroller General) für Präsident Roosevelt. Dann war er bis 1941 Mitglied der US-amerikanischen Zollkommission. Danach zog er sich aus der Politik zurück. Fred Brown starb im Februar 1955. Er war mit Edna C. McHarg verheiratet.